# Dynadata DPC-200

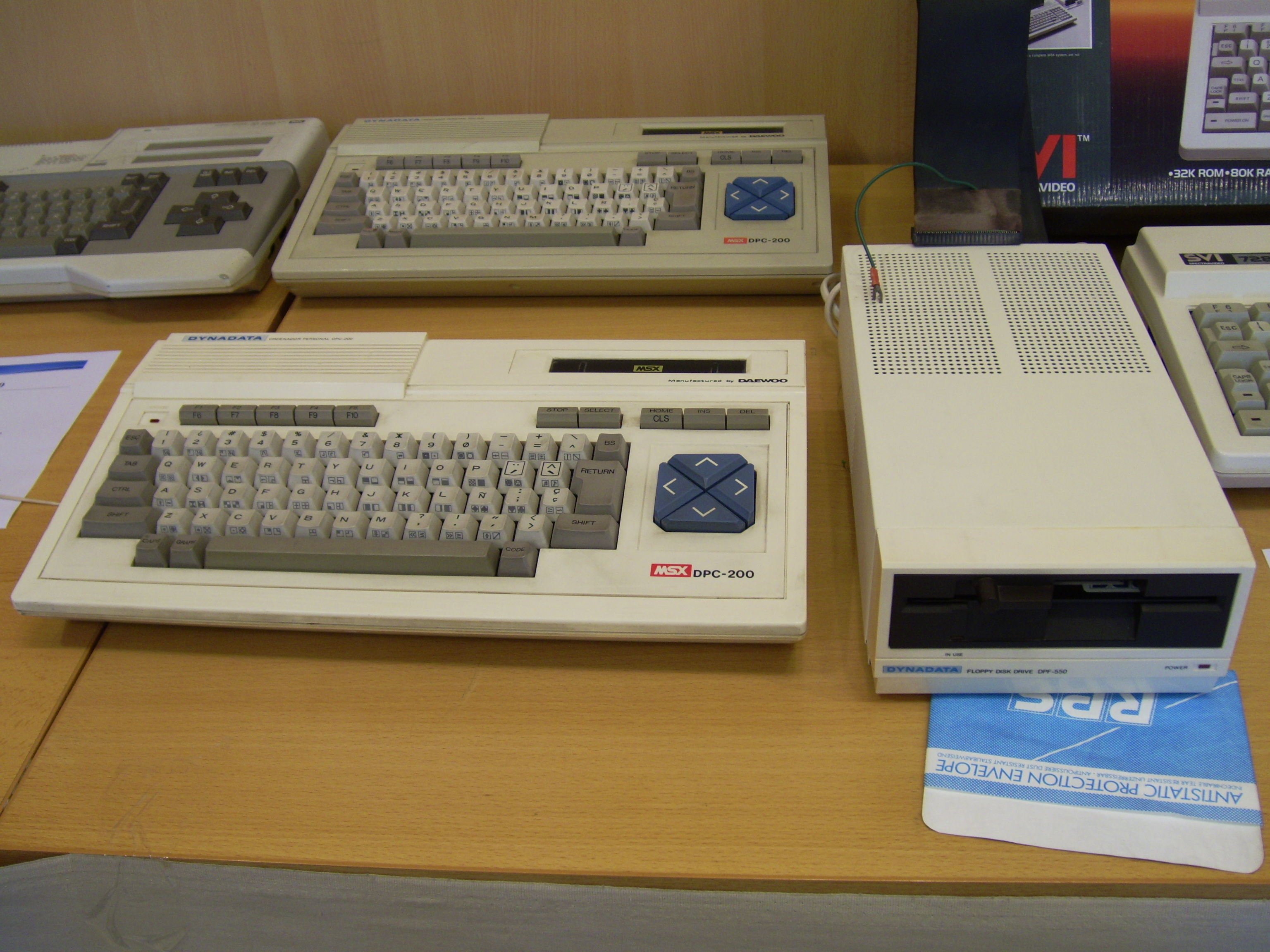
Dynadata DPC-200 con disquetera Dynadata DPF-550

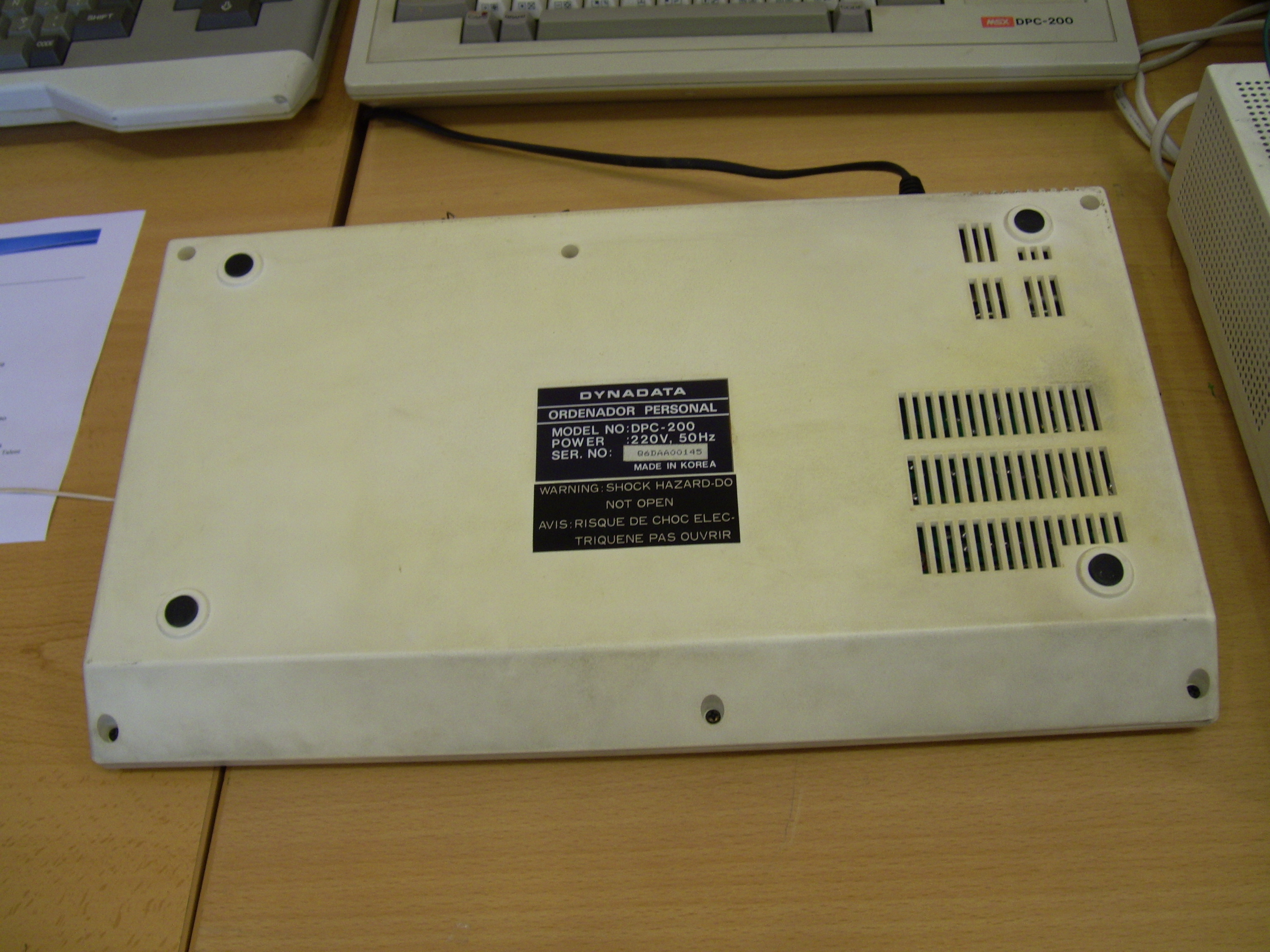
Vista inferior con número de serie y Made in Korea

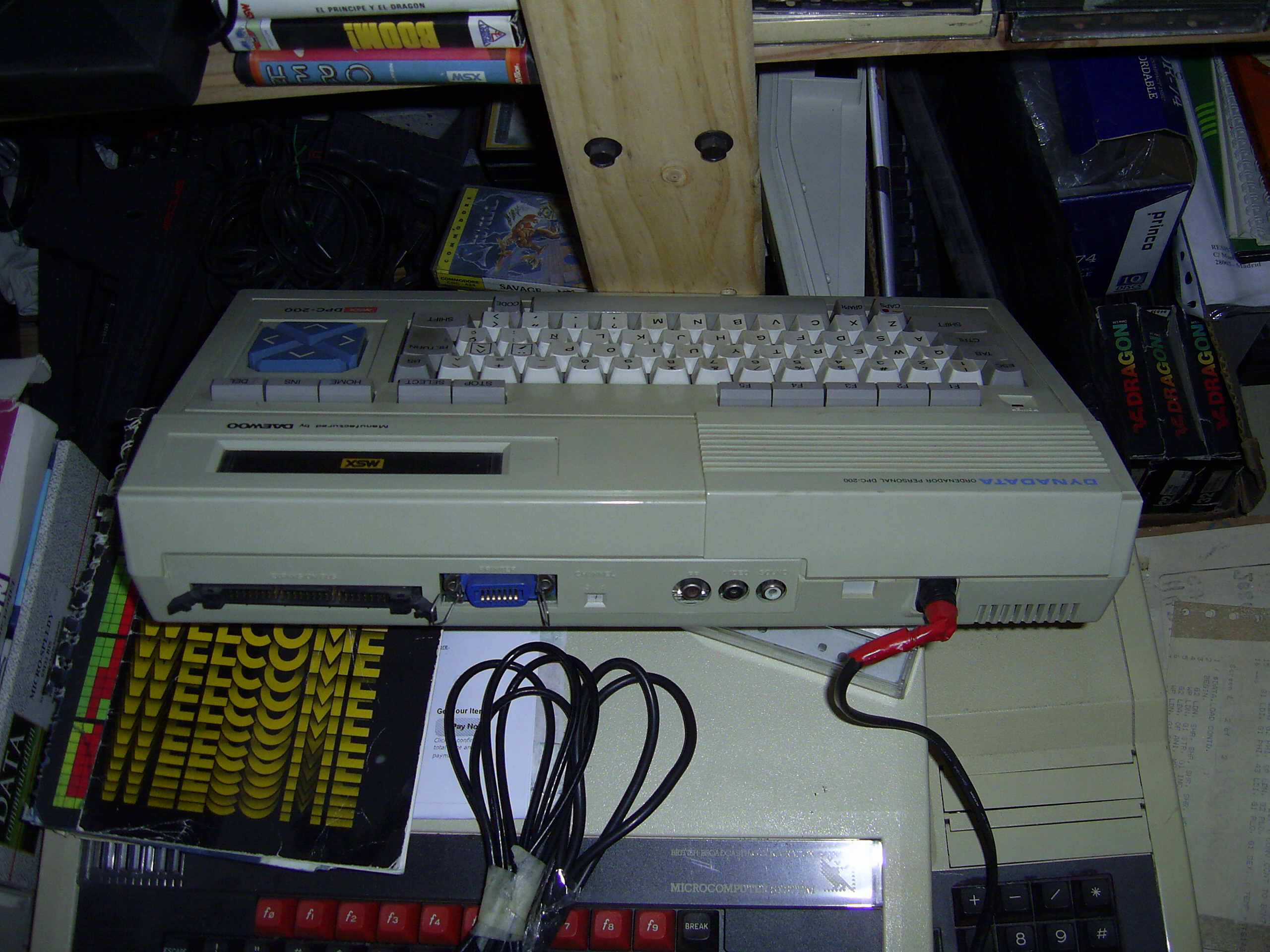
Vista trasera Expansion bus MSX, puerto paralelo de impresora MSX, tomas A/V (conector RCA), TV y cable de la alimentación interna

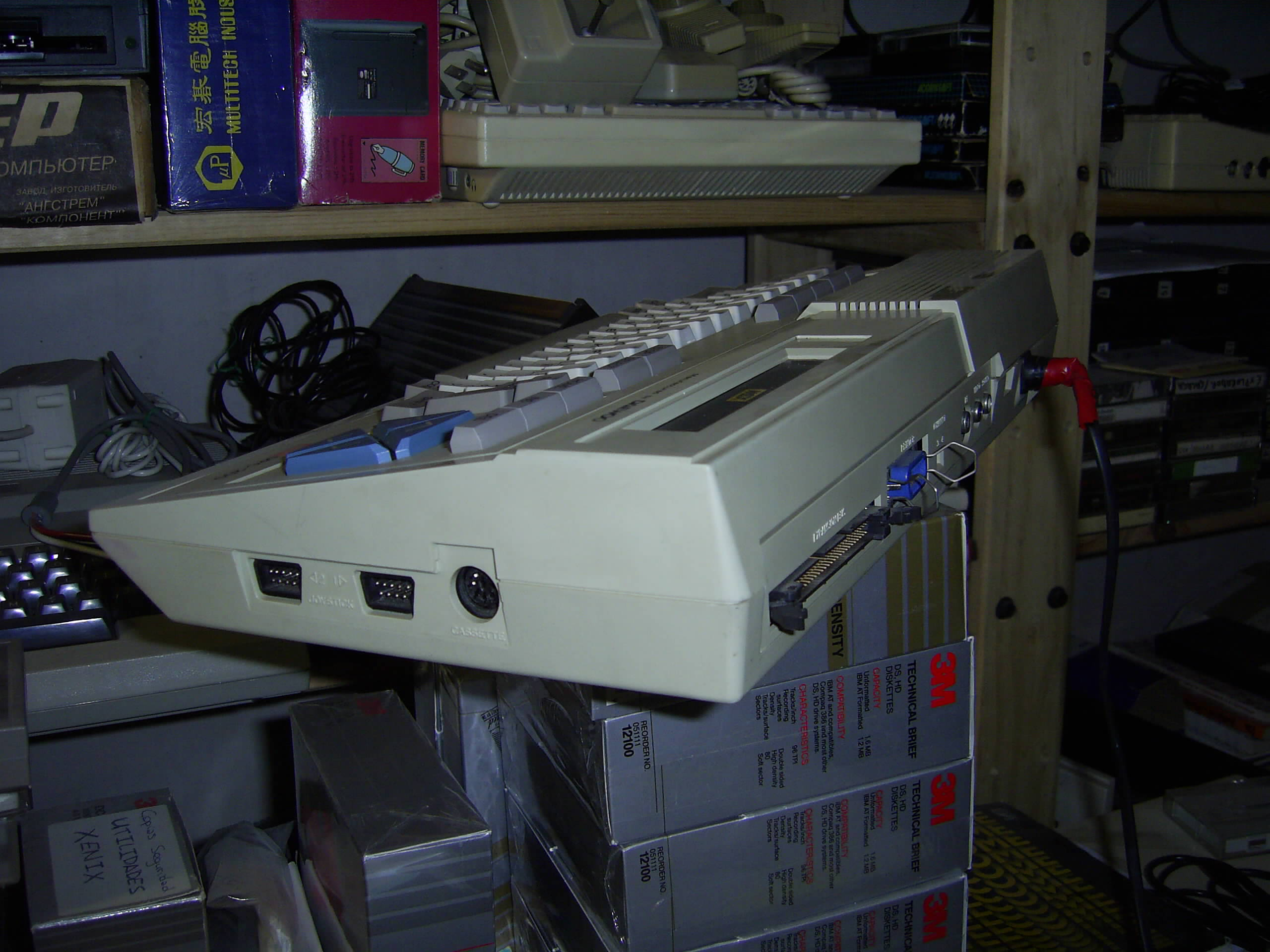
Dos conectores DE-9 de Joystick MSX y Conector DIN 8 de Interfaz de casete MSX

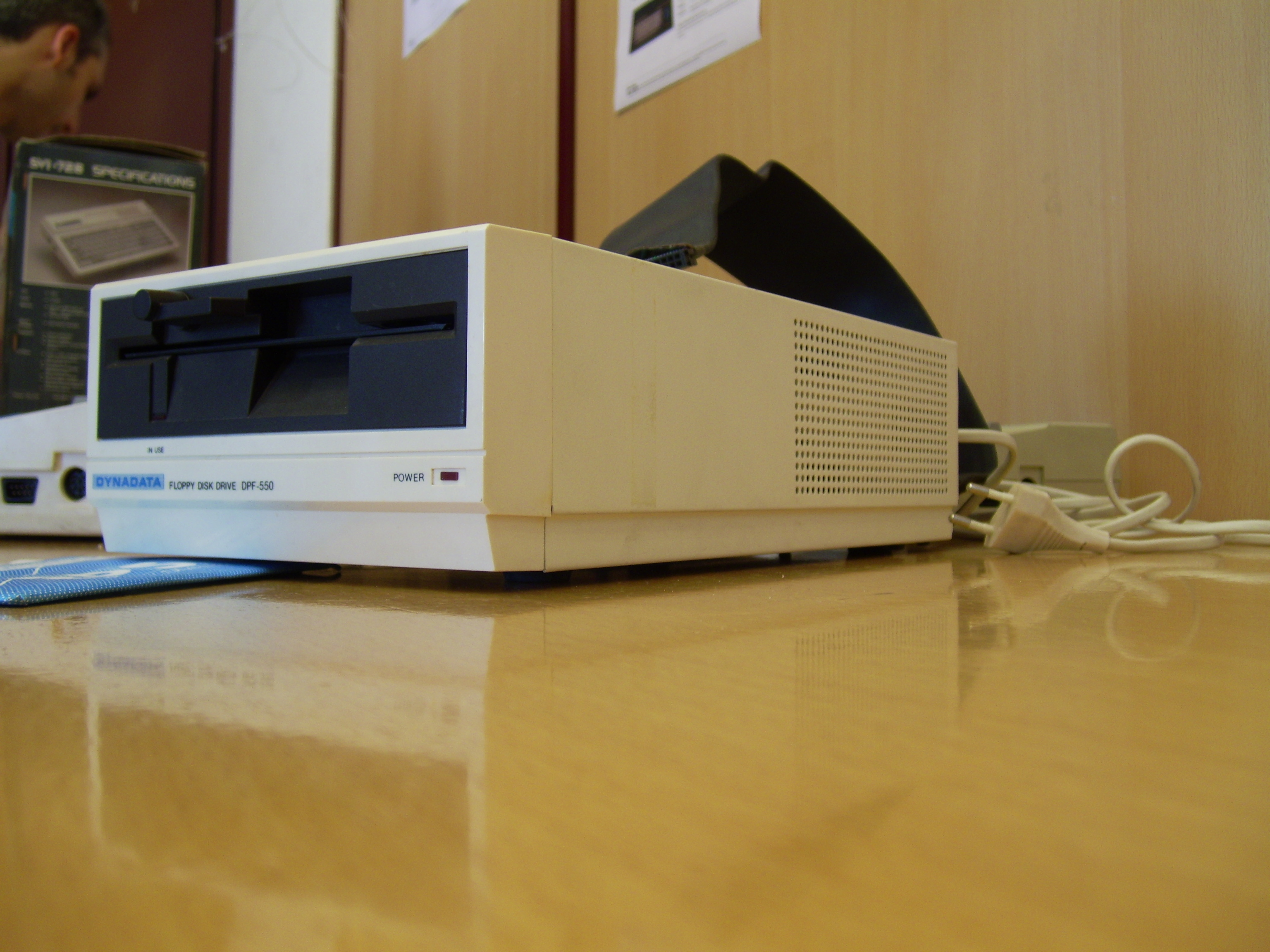
disquetera Dynadata DPF-550 vista lateral

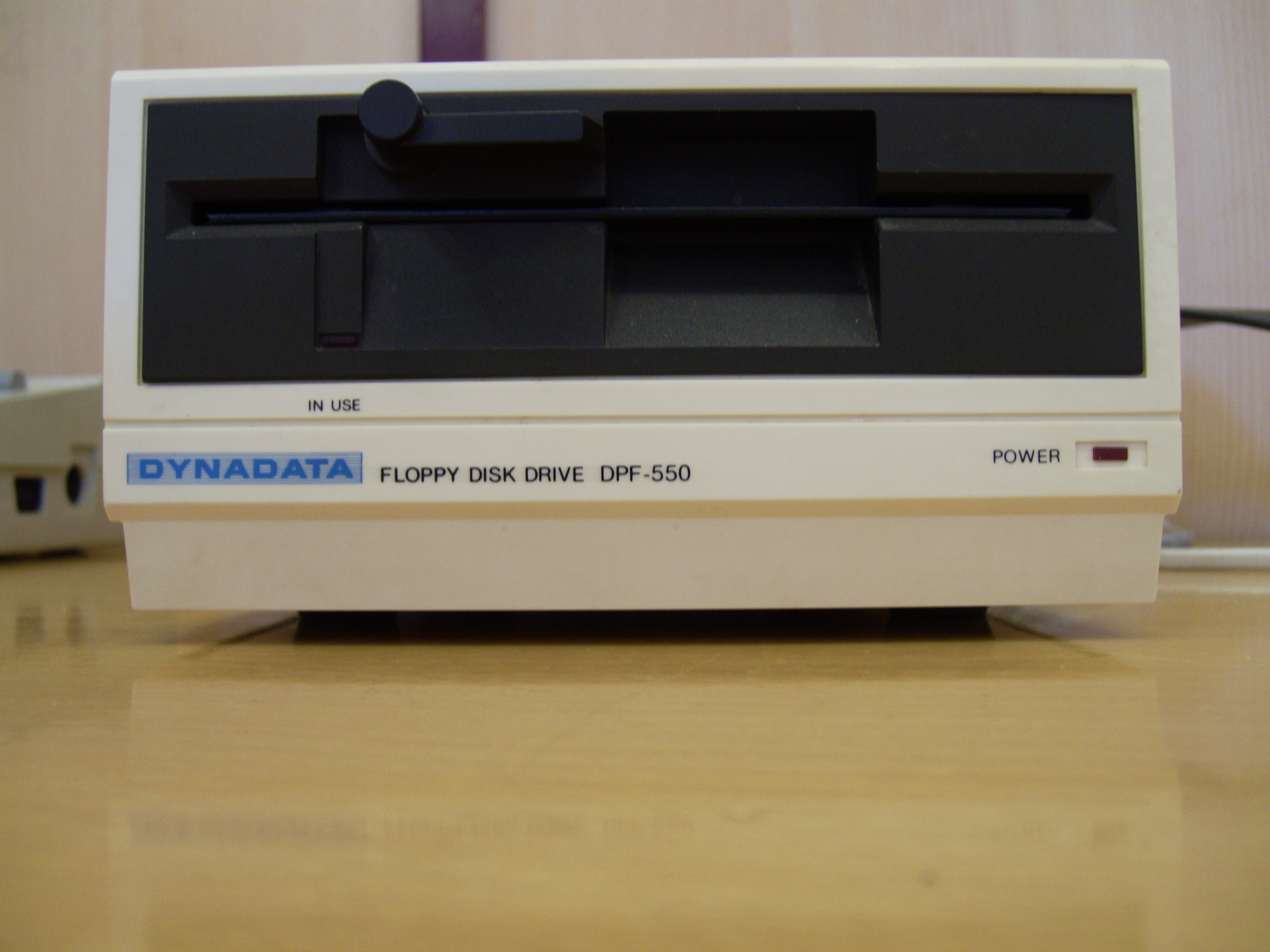
disquetera Dynadata DPF-550 vista frontal

El Dynadata DPC-200 es un ordenador doméstico compatible MSX manufacturado por Daewoo y comercializado por la compañía española Dynadata bajo su marca. Fue presentado en el SIMO 85
Tras haber distribuido varias marcas de ordenadores de 8 bits como los Kaypro II, GENERAL LBC-1100,  Spectravideo SVI-318 y Spectravideo SVI-328 Dynadata decide comenzar a comercializar su marca propia, y lo hace en 3 frentes : Compatibles IBM PC, Portátiles PC y Ordenador doméstico. Anuncia la gama en varias revistas, pero sólo los clónicos PC tendrán continuidad.
Para esto último selecciona la oferta de Daewoo que le reempaca su Daewoo DPC-200 como ya ha hecho con Ce-Tec, AVT o Talent. La mayor diferencia es el cambio a blanco de la carcasa, un teclado y juego de caracteres castellanizado, el desarrollo de una línea de soft, desde juegos a Compiladores BASIC y la venta de periféricos MSX :
- Monitor monocromo Dynadata DM-120MR
- Joystick Dynadata
- Casete externo Dynadata C-668.
- Unidad Triton Quick Disk de 2,8 pulgadas
- Unidad de disquete de 5,25 Dynadata DPF-550
- Unidad de disquete de 3,5 Dynadata CPF-350
- Interfaz de red Dynadata LND-032

## Detalles Técnicos
- Microprocesador Goldstar Z8400A PS clon del Zilog Z80A a 3,579545 MHz[2]
- ROM 32 KB, 16 KB para el MSX BASIC V1.0, 16 KB para la BIOS
- RAM 64 KB ampliables a 4096 mediante cartuchos
- VRAM 16 KB controladas directamente por la GPU
- Chip de gráficos Texas Instruments TMS9918 con capacidad de 32 sprites (1 color, máximo 4 por línea horizontal). 16 colores disponibles. Caracteres redefinibles por el usuario. 4 modos direccionables desde BASIC
  - SCREEN 0 : texto de 40 x 24 con 2 colores
  - SCREEN 1 : texto de 32 x 24 con 16 colores
  - SCREEN 2 : gráficos de 256 x 192 con 16 colores
  - SCREEN 3 : gráficos de 64 x 48 con 16 colores
- Chip de sonido : General Instrument AY-3-8910 con 3 canales de 8 octavas de sonido más uno de ruido blanco.
- Chips de entrada/salida : NEC D8255AC-5 compatible Intel i8255.
- Carcasa : Rectangular 50 mm (1,97 pulgadas) alto * 400 mm (15,75 pulgadas) ancho * 220 mm (8,66 pulgadas) profundo en plástico blanco. Ranura de cartuchos MSX en la esquina superior derecha. En la trasera, bajo ese slot un segundo slot (en formato de hilera de pines), puerto paralelo de impresora MSX, tomas A/V (conector RCA), TV y cable de la alimentación interna. Interruptor en el lateral izquierdo. Dos tomas DE-9 de Joystick MSX y conector DIN 8 de Interfaz de casete MSX en lateral derecho.
- Teclado QWERTY de 73 teclas. Hay dos versiones; la primera tiene un QWERTY internacional mientras que la segunda está adaptada al español con Ñ y Ç. Teclado mecánico en color gris/blanco con los caracteres en la parte superior y los símbolos gráficos en el lado frontal de cada tecla. Incluye todas las teclas estándar : Escape, Tab ↹,  Control, 2 ⇧ Mayús, Return y Backspace en gris. 5 teclas de función en lo alto del teclado a la izquierda(usando ⇧ Mayús + Fn, un total de 10 funciones disponibles) alargadas en gris. Tecla Stop y Select en lo alto a la derecha, junto con 3 teclas de edición (Insert, Delete y Home/Cls) sobre las teclas de cursor. Teclas de cursor en azul rotulado de blanco con forma triangular formando un cuadrado a la derecha de la tecla Return. En la hilera inferior Caps Lock (con led incorporado de estado), Graph, barra espaciadora normal y Code en gris. Graph y Code, en combinación con las teclas alfanuméricas permiten acceder a los pares de caracteres gráficos serigrafiados en cada tecla.
- Dispositivo de almacenamiento de datos Como soporte nativo utiliza :
  - Interfaz de casete a 1200 o 2400 baudios (Formato FSK). Fácilmente modificable por ensamblador
  - Unidad de disquete opcional de 5,25 o 3,5 pulgadas y simple o doble cara (cualquiera compatible MSX).
  - Unidad Quick Disk opcional
  - Cartucho ROM MSX
  - Cartucho de RAM baterizada para salvar los ficheros de la aplicación en ROM
- Entrada/salida :
  - Conector DIN 8 de Interfaz de casete MSX
  - Puerto paralelo de impresora MSX (conector Centronics 14)
  - 2 conectores RCA de Audio/Video
  - Conector de antena del Modulador RF UHF PAL
  - Dos conectores DE-9 de Joystick MSX
  - Ranura de cartucho MSX en la zona superior.
  - Expansion bus MSX (Conector IDC de 50 pines)
- Ampliaciones : puede usar cualquier periférico compatible MSX (más de 200 documentados)

## Varios
Daewoo, GoldStar y otros fabricantes surcoreanos, además de distribuir sus ordenadores bajo marca propia, los licenciaron a terceros (como la argentina Talent) o hicieron de marca blanca para varios distribuidores de informática.

| Marcas bajo las que se vendió el Daewoo DPC-200                                                                |
| --- |
| AVT DPC-200 - Ce-Tec MPC-80 - Daewoo DPC-200 - Dynadata DPC-200 Fenner DPC-200 - Yeno DPC-64 - Olympia DPC-200 |
| Marcas bajo las que se vendió el Daewoo CPC-200                                                                |
| Bawareth Perfect MSX1 - Daewoo CPC-200 - In Tensai DPC-200CD - Talent DPC-200 - Talent DPS-201                 |

## Productos Daewoo para ordenadores MSX

### Controladores
- Daewoo CMS-120 : Mouse
- Daewoo CPJ-102K : Kobo Joystick
- Daewoo CPJ-600 : Zemmix Super V Joypad
- Daewoo CPJ-902 : Joystick
- Daewoo CPJ-905 : Zemmix V / Turbo Joystick
- Daewoo CPK-30 : Zemmix Super V keyboard
- Daewoo CPK-31K : Kobo Keyboard attachment
- Daewoo DLP-01 : Light Pen with Interface
- Daewoo DPJ-900 : Joystick

### Interfaces de red y E/S
- Daewoo CMD-120 : interfaz de Red